# AirBaltic
 (транскр.  Ербалтик) је летонска национална авио-компанија смештена у Риги. Њено главно чвориште је Рига (међународни аеродром у том граду), а има базе у Талину, Вилњусу и Тампереу. 97% је у власништву Владе Летоније.

## Историја
Baltic International Airlines (BIA) је била летонско-америчка компанија која је настала као продукт заједничког улагања. Била је у власништву SIA Baltic International Airlines чији је главни аеродром био међународни аеродром Рига. Основана је у јуну 1992. године, након што америчка приватна компанија Baltic International USA (BIUSA) није успела да купи део државне летонске националне авио-компаније Латавио. У заједничком предузећу, летонска влада је имала 60%, док је BIUSA поседовала 40% власништва. После неуспешних покушаја приватизације, Латавио је проглашен несолвентним у октобру 1995. године. Компанија је била у процесу ликвидације и Влада Летоније је заједно са Baltic International Airlines-ом основала airBaltic.
Авио-компанија је основана као Air Baltic 28. августа 1995. потписивањем заједничког предузећа Scandinavian Airlines (SAS) и Владе Летоније. Операције су почеле 1. октобра 1995. са првим авионом Saab 340 у Риги, а тог поподнева авион је обавио први путнички лет ове компаније.
1996. године испоручен је први Авро РЈ70; 1997. основано је карго одељење, а 1998. године испоручен је први авион авиокомпаније Фокер (модел 50).
1999. године компанија постаје акционарско друштво; раније је било друштво са ограниченом одговорношћу. Сви Saab 340 авиони су замењени са Фокером 50. У септембру је авио-компанија почела да ради у складу са Европским оперативним стандардима за ваздухопловство.
Ер Балтик је дочекао нови миленијум увођењем нових униформи и отварањем карго центра на аеродрому у Риги.
Први Боинг 737-500 придружио се флоти 2003. године, а 1. јуна 2004. Ер Балтик је покренуо услуге из главног града Литваније, Виљнуса. У почетку је из тог града могло да се лети на пет дестинација. У октобру 2004. компанија мења име - AirBaltic (две речи су спојене и тако су и приказане на самим авионима и у садашњости).
Компанија је наставила ширење флоте и понуђених дестинација и у наредним годинама. Међутим, од 24. фебруара 2022. године, компанија је била принуђена да обустави летове до Кијева, Лавова и Одесе због затвореног ваздушног простора изнад територије Украјине (као директне последице инвазије Русије на Украјину).
Од маја 2023. године, ерБалтик је успоставио директну линију Рига-Београд, која је најављена у септембру 2022. године.

## Дестинације
Ер Балтик обавља директне летове на кратким релацијама током целе године и сезонске летове на кратким релацијама из Риге, Талина и Виљнуса, углавном до градских и туристичких дестинација у Европи и на Блиском истоку. Ер Балтик не обавља летове на дугим релацијама, али има заједничке кодове са партнерима са две авио-компаније, Финером и Луфтханзом, како би омогућио летове на дугим релацијама са директним картама.
| Држава               | Град              | Аеродром                                     | Извор |
| -------------------- | ----------------- | -------------------------------------------- | ----- |
| Albania              | Tirana            | Tirana International Airport Nënë Tereza     | [ 4 ] |
| Armenia              | Yerevan           | Zvartnots International Airport              |       |
| Austria              | Innsbruck         | Innsbruck Airport                            | [ 5 ] |
| Austria              | Salzburg          | Salzburg Airport                             |       |
| Austria              | Vienna            | Vienna International Airport                 |       |
| Azerbaijan           | Baku              | Heydar Aliyev International Airport          |       |
| Belgium              | Brussels          | Brussels Airport                             |       |
| Bulgaria             | Sofia             | Vasil Levski Sofia Airport                   |       |
| Croatia              | Dubrovnik         | Dubrovnik Airport                            |       |
| Croatia              | Split             | Split Airport                                |       |
| Cyprus               | Larnaca           | Larnaca International Airport                |       |
| Czech Republic       | Prague            | Václav Havel Airport Prague                  |       |
| Denmark              | Billund           | Billund Airport                              |       |
| Denmark              | Copenhagen        | Copenhagen Airport                           |       |
| Egypt                | Hurghada          | Hurghada International Airport               |       |
| Egypt                | Sharm El Sheikh   | Sharm El Sheikh International Airport        |       |
| Estonia              | Tallinn           | Tallinn Airport                              |       |
| Finland              | Helsinki          | Helsinki Airport                             |       |
| Finland              | Kittilä           | Kittilä Airport                              |       |
| Finland              | Tampere           | Tampere-Pirkkala Airport                     |       |
| Finland              | Turku             | Turku Airport                                |       |
| France               | Nice              | Nice Côte d'Azur Airport                     |       |
| France               | Paris             | Charles de Gaulle Airport                    |       |
| Georgia              | Batumi            | Batumi International Airport                 |       |
| Georgia              | Tbilisi           | Tbilisi International Airport                |       |
| Germany              | Berlin            | Berlin Brandenburg Airport                   |       |
| Germany              | Düsseldorf        | Düsseldorf Airport                           |       |
| Germany              | Frankfurt         | Frankfurt Airport                            |       |
| Germany              | Hamburg           | Hamburg Airport                              |       |
| Germany              | Munich            | Munich Airport                               |       |
| Greece               | Athens            | Athens International Airport                 |       |
| Greece               | Corfu             | Corfu International Airport                  |       |
| Greece               | Heraklion         | Heraklion International Airport              |       |
| Greece               | Mykonos           | Mykonos Airport                              |       |
| Greece               | Rhodes            | Rhodes International Airport                 |       |
| Greece               | Thessaloniki      | Thessaloniki Airport                         |       |
| Hungary              | Budapest          | Budapest Ferenc Liszt International Airport  |       |
| Iceland              | Reykjavík         | Keflavík International Airport               |       |
| Ireland              | Dublin            | Dublin Airport                               |       |
| Israel               | Tel Aviv          | Ben Gurion Airport                           |       |
| Italy                | Catania           | Catania–Fontanarossa Airport                 |       |
| Italy                | Milan             | Milan Malpensa Airport                       |       |
| Italy                | Naples            | Naples International Airport                 |       |
| Italy                | Olbia             | Olbia Costa Smeralda Airport                 |       |
| Italy                | Pisa              | Pisa International Airport                   |       |
| Italy                | Rome              | Rome Fiumicino Airport                       |       |
| Italy                | Venice            | Venice Marco Polo Airport                    |       |
| Italy                | Verona            | Verona Villafranca Airport                   |       |
| Latvia               | Riga              | Riga International Airport                   |       |
| Lithuania            | Palanga           | Palanga International Airport                |       |
| Lithuania            | Vilnius           | Vilnius Airport                              |       |
| Malta                | Valletta          | Malta International Airport                  |       |
| Moldova              | Chișinău          | Chișinău International Airport               |       |
| Montenegro           | Tivat             | Tivat Airport                                |       |
| Morocco              | Agadir            | Agadir–Al Massira Airport                    |       |
| Morocco              | Marrakesh         | Marrakesh Menara Airport                     |       |
| Netherlands          | Amsterdam         | Amsterdam Airport Schiphol                   |       |
| North Macedonia      | Skopje            | Skopje International Airport                 |       |
| Norway               | Bergen            | Bergen Airport, Flesland                     |       |
| Norway               | Oslo              | Oslo Airport, Gardermoen                     |       |
| Norway               | Stavanger         | Stavanger Airport                            |       |
| Poland               | Kraków            | Kraków John Paul II International Airport    |       |
| Poland               | Rzeszów           | Rzeszów–Jasionka Airport                     |       |
| Portugal             | Funchal           | Madeira Airport                              |       |
| Portugal             | Lisbon            | Lisbon Airport                               |       |
| Portugal             | Porto             | Porto Airport                                |       |
| Romania              | Bucharest         | Bucharest Henri Coandă International Airport |       |
| Romania              | Cluj-Napoca       | Cluj International Airport                   |       |
| Serbia               | Belgrade          | Belgrade Nikola Tesla Airport                |       |
| Slovenia             | Ljubljana         | Ljubljana Airport                            |       |
| Spain                | Alicante          | Alicante–Elche Miguel Hernández Airport      |       |
| Spain                | Barcelona         | Josep Tarradellas Barcelona–El Prat Airport  |       |
| Spain                | Gran Canaria      | Gran Canaria Airport                         |       |
| Spain                | Madrid            | Madrid–Barajas Airport                       |       |
| Spain                | Málaga            | Málaga Airport                               |       |
| Spain                | Palma de Mallorca | Palma de Mallorca Airport                    |       |
| Spain                | Tenerife          | Tenerife South Airport                       |       |
| Spain                | Valencia          | Valencia Airport                             |       |
| Sweden               | Gothenburg        | Göteborg Landvetter Airport                  |       |
| Sweden               | Stockholm         | Stockholm Arlanda Airport                    |       |
| Switzerland          | Geneva            | Geneva Airport                               |       |
| Switzerland          | Zurich            | Zurich Airport                               |       |
| Turkey               | Istanbul          | Istanbul Airport                             |       |
| United Arab Emirates | Dubai             | Dubai International Airport                  |       |
| United Kingdom       | Aberdeen          | Aberdeen Airport                             |       |
| United Kingdom       | London            | Gatwick Airport                              |       |

### Код-шер партнери
Ер Балтик има код-шер партнерство са следећим авио-компанијама:
- Aegean Airlines
- Air Canada[7]
- Air France
- Air Serbia[8]
- Austrian Airlines
- Azerbaijan Airlines
- Belavia
- British Airways
- Brussels Airlines
- Bulgaria Air[9]
- Cyprus Airways
- Delta Air Lines[10]
- Emirates[11]
- Etihad Airways[12]
- Georgian Airways
- Iberia
- Icelandair
- ITA Airways[13]
- KLM[14]
- KM Malta Airlines
- LOT Polish Airlines
- Lufthansa[15]
- Scandinavian Airlines[16]
- TAP Air Portugal[17]
- TAROM[18]
- Turkish Airlines[19]
- Ukraine International Airlines
- Uzbekistan Airways